# أنتيجون
أنتيجون تلفظ ‎[ænˈtɪɡəni]‏ ؛ (اليونانية:Ἀντιγόνη) هو اسم لامرأتين مختلفين في الأساطير اليونانية. وربما يكون اسمها يؤخذ على أنه يعني "لا تتزعزع"، قادمة من "anti-" (ضد، معارض) و"-gon / -gony"" (الزاوية، والانحناء، زاوية؛ مثل: polygon)، ولكن قيل أيضا أنه يعني "تعارض الأمومة" أو "في مكان الأم" تستند من جذر كلمة  gonē، "الذي يولد".

## التصوير الكلاسيكي
أنتيجون هي ابنة من زواج محارم غير مقصود بين الملك أوديب ملك ثيفا ووالدته جوكاستا (وبالتالي، أنتيجون هي أيضا شقيقة والدها أوديب، وحفيدة والدتها جوكاستا). وهي موضوع القصة الشعبية التي قالت أنها حاولت تأمين عملية الدفن محترمة لشقيقها بولينيس، على الرغم من انه كان خائنا لتيب.
في الإصدار الأقدم من القصة، تجرى جنازة بولينيس خلال عهد أوديب في تيب. ومع ذلك، في أفضل الروايات المعروفة، تراجيديا سوفوكليس (أوديب في كولونس) ومسرحية (أنتيجون)، تحدث القصة في السنوات التي تلت نفي أوديب وموته، وكفاح أنتيجون ضد كريون. تنتهي مسرحيةأنتيجون لسوفكليس بكارثة، حيث ان هايمون ابن كريون، الذي أحب أنتيجون يقتل نفسه. كما تقتل الملكة يوريديس، زوجة الملك كريون، نفسها في نهاية القصة نتيجة لرؤية مثل هذه الأعمال التي سمح بها زوجها ووفاتها ألمحت إلى الأقدار الثلاثة في الأساطير اليونانية
كتب الكاتب الدرامي يوربيديس أيضا مسرحية بعنوان أنتيجون، وهي مفقودة، ولكن حفظ بعد الكتاب اللاحقون بعضا من نصها، ومقاطع منها موجودة في مسرحيته المرأة الفينيقية. في مسرحية يوربيديس، تم تفادي الكارثة من خلال وساطة ديونيزوس وتبع هذا زواج أنتيجون من هايمون.
العناصر المختلفة للأسطورة تظهر في أماكن أخرى. وصف لوحة قديمة من فيلوستراتوس إيماجينيس ii. 29) يشير إلى وضع أنتيجون جثة بولينيسيس في المحرقة الجنائزية، وهذا أيضا مصور على تابوت في فيلا دوريا بامبيلي في روما. وفي [[جايوس يوليوس هايجيناس رواية هيشينس للأسطورة، التي أسست على ما يبدو على تراجيديا لبعض أتباع يوريبيديز، يتم تسليم أنتيجون بواسطة كريون لعشيقها هايمون ليكون القتيل، يحملها سرا، ويخفيها في كوخ راعي، حيث تلد ابنه، مايون. عندما يكبر الصبي، يحضر يعض الجنازات في ثيبا، ويعرف بعلامة التنين على جسده. هذا يقود إلى اكتشاف أن أنتيجون لا تزال حية. ويتدخل نصف الإله هيركليس، متذرعا لصالح كريون ضد هايمون، الذي يذبح نفسه بعد العثور على جثة أنتيجون. مثلت هذه الوساطة من هيراكليس أيضا في مزهرية مرسومة. (Heydermann, Über eine nacheuripideische Antigone, 1868).

## أعمال فنية مأخوذة عن الرواية

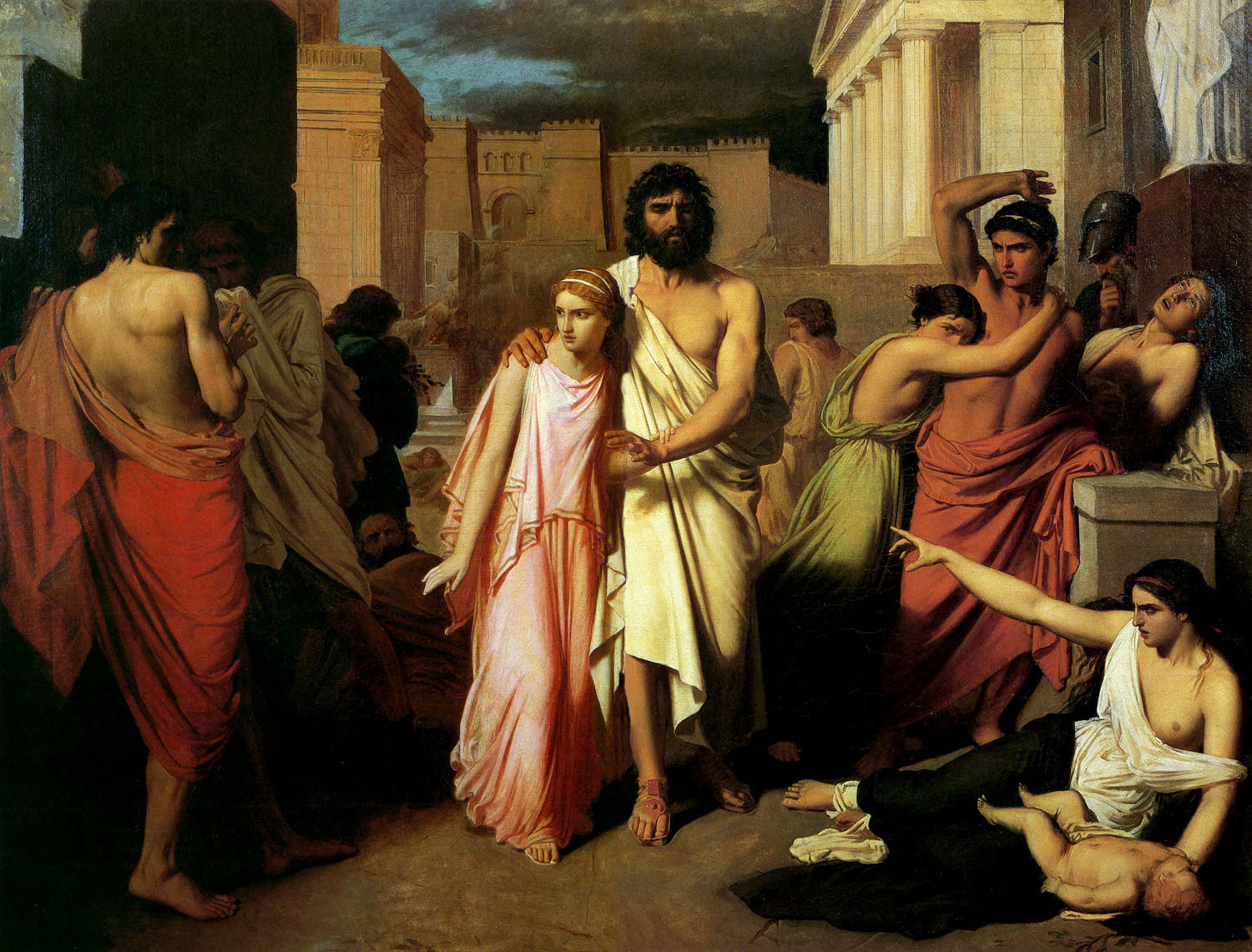
أوديبوس وأنتيكون، شارل جالابير، 1842.

أصبحت قصة انتيجون موضوعا شائعا للكتب، والمسرحيات، وغيرها من الأعمال، منها:
- أنتيجون، واحدة من ثلاث مسرحيات ثيبا لسوفوكليس (497 قبل الميلاد—406 قبل الميلاد) -- وهي الأكثر شهرة
- أنتيغون، مسرحية لجان كوكتو (1889-1963)
- أنتيجون، ألبوم موسيقي لهيفين شال برن (2004)
- أنتيجون، أوبرا لكارل أورف (1895-1982)
- أنتيجون، مسرحية لجان أنوليه (1910-1987)
- «أنتيجون أسطورة»، للسوبرانو والبيانو (النص برتولت بريشت)، لفريدريك رزيوسكي (ب) 1938)
- أنتيجون، أوبرا لثيودوراكيس () 1925)
- أنتيجون (1990/1991)، أوبرا لتون دي ييو (ب) 1926)
- Antígona Furiosa (أنتيجون الغاضبة)، مسرحية لجريسيلدا جامبارو (ب) 1928)
- "الجزيرة"، مسرحي لأثول فجارد (ب) 1932)
- La Pasión Según Antígona Pérez (آلام أنتيجون بيريز)، وأقتباس من سوفوكليس بورتوريكو للكاتب البورتوريكي لويس رافائيل سانشيز (مواليد 1936)،
- تيجوني، أنتيجون الأفريقية لفيمي أسوفيسان (ب) 1946)
- أنتيجون، أقتباس من مسرحية سوفكليس للشاعر البيروفي خوسيه واتانابي (ب) 1946)
- أنتيجون، أوبرا لمارك ألبورجر (ب) 1957)
- أنتيجون مسرحية لأندي ويبليس (ب) 1975).
- أنتيجون، كتاب فكاهي لديفيد هوبكنز (ب) McLuhan, Marshall; Logan, Robert K. (1977). Alphabet, Mother of Invention. Etcetera. Vol. 34, pp. 373–383
- أنتيجون لهنري بوتشو
- الدفن في ثيبا لسيموس هيني
- الدفن في طيبة (2008) أوبرا لدومينيك لو جاندر ونص شيموس هيني وديريك والكوت

مشروع أنتيجون، (2004)، قطعة مسرحية رؤية شيوري مياجاوا وسابرينا بيك، التي كتبها تانيا بارفيلد، كارين هارتمان، شيوري مياجاوا، لين نوتاجه، كاريداد سفيش
لوسيندا كافال (2007)، مسرحية لكاريداد سفيش
- تنظم أليس من سي. سينبي سوانسون
- صدى بوم من كيتلين مونتاني باريش
- عزيزتي أنتيجون أغنية بيثينج بروسيس

## لمزيد من المعلومات، انظر
- Antigones لجورج شتاينر. دراسة لتراث الأسطورة ومعاملتها في الفن الغربي، والأدب، والفكر في الدراما والشعر والنثر، والخطاب الفلسفي ومنشورات سياسية والأوبرا والباليه، والأفلام، وحتى الفنون التشكيلية.[6]

القصة الكاملة؛
```
جاء وحي إلى والدي اوديب يخبرهم بان اوديب سيقتل اباه ويتزوج امه، فخاف الوالدان من فعلته وقرروا ان يلقوا به بعيدا وهنا اتت اسرة ميسورة.
اوديب جائه نفس الوحي مخبرا إياه بنفس الخبر دون ان يعلم انه تم تبنيه من طرف هذه الأسرة، فغادر هاربا.في طريقه وعلى جسر ضيق صادف رجلا وتخاصم معه حول من له اسبقية المرور عندئد تقاتلا، فقتله اوديب دون ان يعرف انه والده الحقيقي، فاذن قد تحقق الجزء من النبؤة، مضى يمشي وبالقرب من بلدة (thèbes) علم بان تينينا يهدد هذه البلدة فقتله وكمكافأة له زوجوه بالملكة التي فقدت زوجها حديثا فتزوج بامه الحقيقية.أصبح اوديب ملك هذه البلدة وله أربعة اولاد ابنان (Etéocle,Polinyce) وفتاتان (Antigone,Ismène).
```

علم اوديب في الأخير انه قتل اباه وتزوج امه فغضب وفقع عينه وأخد يمشي تائها وتساعده Antigone .
بعد وفاته اتفق الاخوان على الحكم بالتناوب، لكن في إحدى السنوات رفض Etéocle منح كرسي الحكم إلى اخيه، فقرر هذا الأخير الاستعانة بالأعداء لخلع الأخ من الحكم، تقتالا بينهما وماتا وتولى الخالCréon الحكم لكن لبد له من شرح القصة كاملة للشعب من المتهم هنا ومن البطل؟؟ اختار الملك Etéocleليكون البطل وجعل الآخر متهما وخائنا لانه استعان بالأعداء.فما جزاء الخائن؟؟ ان لا يدفن لأن في اعتقاد اليونان القديمة كل جسم لا يدفن لا ترتاح روحه فاعتبر هذا اشد عقاب

## الملاحظات
- تحوي هذه المقالة معلومات مترجمة من الطبعة الحادية عشرة لدائرة المعارف البريطانية لسنة 1911 وهي الآن ضمن الملكية العامة.